# Lưu Quân (nhà Thanh)
Lưu Toàn hay còn gọi là Lưu Quân (chữ hán: 刘全, 1733-1799) là quản gia của Hòa phủ, đồng thời là thân tín của Hòa Thân.

## Tiểu sử
Ông là một người hầu lâu năm trong gia đình Hòa Thân tại Phúc Kiến. Sau khi cha của Hòa Thân mất, ông đã tần tảo nuôi dưỡng hai anh em Hòa Thân trưởng thành. Ông được xem là người thân thiết nhất và vô cùng trung thành với Hòa Thân.
Sau khi Hòa Thân được Càn Long trọng dụng và thăng tiến như diều gặp gió, ông trở thành quản gia của Hòa Phủ. Mọi việc lớn nhỏ trong Hòa Phủ cũng như các việc nhận hối lộ của Hòa Thân là do ông xử lý. Quyền lực của ông ở rất lớn ngay cả các quan lại thời bấy giờ đều phải nể sợ gọi là Lưu gia.
Năm Gia Khánh thứ 4 (1799), ông bị bắt cùng với Hòa Thân, kiểm tra tài sản nhà Lưu Toàn có một số lượng lớn châu báu nữa bao gồm 240.000 lạng bạc cũng bị tịch thu.

## Giai thoại về Lưu Toàn bị Tào Tích Bảo vạch tội
Tào Tích Bảo làm quan từ những năm đầu thời Càn Long. Ông từng giữ chức trung thư nội các, quân cơ đại thần. Năm thứ 22 đời Càn Long (1758), ông lại đi thi và đỗ tiến sĩ. Trải qua nhiều chức vị khác nhau, cuối cùng, ông được bổ làm quan Ngự sử. Tào Tích Bảo nuôi chí hướng lật đổ Hòa Thân từ lâu.
Tào Tích Bảo bắt đầu tấn công từ quản gia của Hòa Thân – Lưu Toàn. Tên Lưu Toàn tuy chỉ là một quản gia nhỏ bé, nhưng từ khi được Hòa Thân giao cho thu thuế tại cổng Sùng Văn Môn, hắn cậy thế chủ, đã tham ô không ít. Chỉ trong thời gian ngắn, Lưu Toàn đã xây được phủ đệ riêng, đồ dùng, ăn mặc, ngựa xe mà hắn dùng đều vào hạng của các bậc đại thần, hoàng thân quốc thích.
Tào Tích Bảo ra sức thu thập chứng cứ. Sau đó, ông tố cáo Lưu Toàn tội tiếm quyền, vượt phận. Hòa Thân lơ là, bao che cho gia nhân tham ô, nhũng nhiễu. Nếu như đúng tội trạng, Lưu Toàn phải bị xử chém, còn Hòa Thân phải bị cách chức.
Đáng tiếc, chỉ một chút sơ ý, Tào Tích Bảo lại làm lộ chuyện này ra ngoài. Ông tìm đến bàn bạc việc tố cáo Hòa Thân với viên quan đồng hương là Ngô Tỉnh Khâm. Nào ngờ, Ngô Tỉnh Khâm lại là đồng đảng của Hòa Thân.
Vốn trước đây, Ngô Tỉnh Khâm từng là thầy dạy của Hòa Thân ở Hàm An Cung. Sau này, ông ta lại tự nhận mình là học trò, gọi Hòa Thân bằng thầy. Đây cũng là một câu chuyện rất ly kỳ về Hòa Thân.
Ngô Tỉnh Khâm gặp Tào Tích Bảo xong, liền giả vờ cáo ốm. Một mình ông ta phi ngựa ngày đêm đến báo tin cho Hòa Thân. Hòa Thân lúc này đang tháp tùng Càn Long đi tuần du, nghe tin mà kinh sợ. Ông ta lập tức gọi Lưu Toàn đến. Bắt hắn phải phá bỏ hết phủ đệ, đốt hết xe cộ, đồ dùng...vượt quá quy cách. Không được để lại một vết tích nào.
Tào Tích Bảo quả nhiên dâng tấu vạch tội Hòa Thân. Theo Thanh sử, Càn Long ra ngự chỉ, viết:
"Lưu Toàn làm công việc thu thuế cho chủ hắn (Hòa Thân) tại Sùng Văn Môn. Mỗi năm có dư ra một chút bổng lộc riêng, nên có để dành được tiền của thì cũng là chuyện đương nhiên".
Tuy vậy, Càn Long vẫn sai thống lĩnh bộ binh Vương Cẩm, đô sát viện đại học sĩ Lương Quốc Trị cùng Tào Tích Bảo đến thị sát. Hòa Thân đã lo liệu ổn thỏa từ trước, nên hiện trường không còn chút chứng cứ. Càn Long vì vậy nghi ngờ Tào Tích Bảo dựng chuyện, mắng:
- Cố ý lấy người nhà làm lý do. Dùng những từ ngữ đầy ẩn ý. Dương đông đánh tây, tưởng làm như vậy là có thể giành được lợi ích hay sao?
Tào Tích Bảo không còn cách đối đáp, chỉ đành nhận lỗi vu cáo. Càn Long nói:
- Trẫm nắm quyền cai trị, thường ngày dùng người. Không cho phép tồn tại những việc sai trái. Tào Tích Bảo dùng lời không có căn cứ, đảo lộn sự thật. Nay nới rộng hình phạt, cách chức lưu nhiệm.
Tào Tích Bảo bị mất chức, về sau uất ức sinh bệnh mà chết. Sự nghiệp quan trường của Hòa Thân còn rất nhiều lần gặp nguy hiểm. Hai sự việc trên chỉ là điển hình thể hiện sự lanh trí và khôn ngoan của ông ta.